# Khadne Dorsa
I Khadne Dorsa sono una struttura geologica della superficie di Venere.